# Dakpark (Rotterdam)
Het Dakpark is een langgerekt, smal park in de wijk Bospolder/Tussendijken in Rotterdam-West. Het is op ongeveer negen meter hoogte aangelegd op het oude spoorwegemplacement van de havenspoorlijn, dat is omgebouwd tot een winkelboulevard.  
Het Dakpark strekt zich over ongeveer een kilometer uit van het Hudsonplein tot vlak bij het Marconiplein. Het is ongeveer 85 meter breed. Het park kent een aantal bijzondere plekken: zo is er een mediterrane tuin (nabij het parkrestaurant), is er een aflopende waterpartij met fonteinen, een speeltuin en een buurttuin.
Bij de totstandkoming van het park is de betrokkenheid en de inbreng van de bewoners van groot belang geweest. Het park is het resultaat van een bewonersinitiatief van zo’n 15 jaar geleden. Samen met de stad en de projectontwikkelaars heeft een comité van buutbewoners een belangrijke inbreng gehad bij het ontwerp. Het park is ontworpen door Buro Sant en Co, het gebouw is ontworpen door Butzelaar Van Son Architecten. Het project is mede gefinancierd met Europees geld en is in 2014 opengegaan.